# Kilmarnock Football Club 1964-1965
Questa voce raccoglie le informazioni riguardanti il Kilmarnock Football Club nelle competizioni ufficiali della stagione 1964-1965.

## Stagione
Dopo essere stato eliminati dalla fase a gironi della Coppa di Lega, in campionato il Kilmarnock inanellò una serie di risultati utili consecutivi che lo portarono a guidare la classifica fino all'inizio dell'anno solare, quando una serie di pareggi e sconfitte lo fecero precipitare fino al quarto posto. Eliminato anche dalla Coppa nazionale dopo aver superato due turni, il Kilmarnock riprese la marcia arrivando fino a -2 dalla capolista Hearts. Nello scontro diretto dell'ultima giornata il Killie vinse per 2-0, agganciando i rivali in classifica ma ottenendo il primo titolo della sua storia grazie ad un miglior quoziente reti.. In Coppa delle Fiere il Kilmarnock superò i trentaduesimi grazie ad una rimonta al Rugby Park contro l'Eintracht Francoforte per poi perdere nettamente le due gare successive contro l'Everton.

## Maglie e sponsor
Le divise per le gare interne erano caratterizzate dalla presenza del numero rosso.
| Casa | Trasferta | Portiere |  |

## Rosa
| N. |                   | Ruolo | Calciatore               |
| -- | ----------------- | ----- | ------------------------ |
|    | Scozia (bandiera) | P     | Bobby Ferguson           |
|    | Scozia (bandiera) | P     | Campbell Forsyth         |
|    | Scozia (bandiera) | D     | Billy Dickson            |
|    | Scozia (bandiera) | D     | Andy King                |
|    | Scozia (bandiera) | D     | Jim McFadzean            |
|    | Scozia (bandiera) | D     | Jackie McGrory           |
|    | Scozia (bandiera) | D     | Patrick O'Connor         |
|    | Scozia (bandiera) | D     | Matt Watson              |
|    | Scozia (bandiera) | C     | Frank Beattie (capitano) |
|    | Scozia (bandiera) | C     | Hugh Brown               |

| N. |                   | Ruolo | Calciatore      |
| -- | ----------------- | ----- | --------------- |
|    | Scozia (bandiera) | C     | Frank Malone    |
|    | Scozia (bandiera) | C     | Eric Murray     |
|    | Scozia (bandiera) | A     | Bertie Black    |
|    | Scozia (bandiera) | A     | Ronnie Hamilton |
|    | Scozia (bandiera) | A     | Joe Mason       |
|    | Scozia (bandiera) | A     | Brian McIllroy  |
|    | Scozia (bandiera) | A     | Jackie McInally |
|    | Scozia (bandiera) | A     | Tommy McLean    |
|    | Scozia (bandiera) | A     | Davie Sneddon   |

## Risultati
Fonte:

### Scottish Division One
Fonte:
| 19 agosto 1964 1ª giornata | Kilmarnock | 3 – 1 | Third Lanark |  |

| 5 settembre 1964 2ª giornata | St. Mirren | 0 – 2 | Kilmarnock |  |

| 12 settembre 1964 3ª giornata | Kilmarnock | 2 – 0 | Airdrieonians |  |

| 19 settembre 1964 4ª giornata | St. Johnstone | 0 – 1 | Kilmarnock |  |

| 26 settembre 1964 5ª giornata | Kilmarnock | 1 – 0 | Dunfermline |  |

| 3 ottobre 1964 6ª giornata | Hibernian | 1 – 2 | Kilmarnock |  |

| 10 ottobre 1964 7ª giornata | Kilmarnock | 0 – 0 | Partick Thistle |  |

| 17 ottobre 1964 8ª giornata | Dundee | 1 – 3 | Kilmarnock |  |

| 28 ottobre 1964 9ª giornata | Kilmarnock | 5 – 2 | Celtic |  |

| 31 ottobre 1964 10ª giornata | Dundee Utd | 0 – 1 | Kilmarnock |  |

| 7 novembre 1964 11ª giornata | Kilmarnock | 1 – 1 | Motherwell |  |

| 14 novembre 1964 12ª giornata | Kilmarnock | 1 – 1 | Rangers |  |

| 21 novembre 1964 13ª giornata | Aberdeen | 1 – 1 | Kilmarnock |  |

| 28 novembre 1964 14ª giornata | Clyde | 1 – 2 | Kilmarnock |  |

| 5 dicembre 1964 15ª giornata | Kilmarnock | 2 – 0 | Falkirk |  |

| 12 dicembre 1964 16ª giornata | Greenock Morton | 5 – 1 | Kilmarnock |  |

| 19 dicembre 1964 17ª giornata | Kilmarnock | 3 – 1 | Hearts |  |

| 26 dicembre 1964 18ª giornata | Third Lanark | 0 – 4 | Kilmarnock |  |

| 1º gennaio 1965 19ª giornata | St. Mirren | 0 – 4 | Kilmarnock |  |

| 2 gennaio 1965 20ª giornata | Airdrieonians | 2 – 1 | Kilmarnock |  |

| 9 gennaio 1965 21ª giornata | Kilmarnock | 0 – 0 | St. Johnstone |  |

| 16 gennaio 1965 22ª giornata | Dunfermline | 1 – 0 | Kilmarnock |  |

| 30 gennaio 1965 23ª giornata | Partick Thistle | 1 – 0 | Kilmarnock |  |

| 13 febbraio 1965 24ª giornata | Kilmarnock | 1 – 4 | Dundee |  |

| 16 febbraio 1965 25ª giornata | Kilmarnock | 4 – 3 | Hibernian |  |

| 27 febbraio 1965 26ª giornata | Celtic | 2 – 0 | Kilmarnock |  |

| 10 marzo 1965 27ª giornata | Kilmarnock | 4 – 2 | Dundee Utd |  |

| 13 marzo 1965 28ª giornata | Motherwell | 0 – 2 | Kilmarnock |  |

| 20 marzo 1965 29ª giornata | Rangers | 1 – 1 | Kilmarnock |  |

| 27 marzo 1965 30ª giornata | Kilmarnock | 2 – 1 | Aberdeen |  |

| 3 aprile 1965 31ª giornata | Kilmarnock | 2 – 1 | Clyde |  |

| 7 aprile 1965 32ª giornata | Falkirk | 0 – 1 | Kilmarnock |  |

| 17 aprile 1965 33ª giornata | Kilmarnock | 3 – 0 | Greenock Morton |  |

| 24 aprile 1965 34ª giornata | Hearts | 0 – 2 | Kilmarnock |  |

### Scottish Cup
| 6 febbraio 1965 Sedicesimi di finale | Kilmarnock | 5 – 0 | Cowdenbeath |  |

| 20 febbraio 1965 Ottavi di finale | East Fife | 0 – 0 | Kilmarnock |  |

| 24 febbraio 1965 Ottavi di finale - Replay | Kilmarnock | 3 – 0 | East Fife |  |

| 6 marzo 1965 Quarti di finale | Celtic | 3 – 2 | Kilmarnock |  |

### Scottish League Cup
| 8 agosto 1964 Gruppo 3 - 1ª giornata | Kilmarnock | 1 – 1 | Hearts |  |

| 12 agosto 1964 Gruppo 3 - 2ª giornata | Partick Thistle | 0 – 0 | Kilmarnock |  |

| 15 agosto 1964 Gruppo 3 - 3ª giornata | Celtic | 4 – 1 | Kilmarnock |  |

| 22 agosto 1964 Gruppo 3 - 4ª giornata | Hearts | 0 – 1 | Kilmarnock |  |

| 26 agosto 1964 Gruppo 3 - 5ª giornata | Kilmarnock | 4 – 0 | Partick Thistle |  |

| 29 agosto 1964 Gruppo 3 - 6ª giornata | Kilmarnock | 2 – 0 | Celtic |  |

### Coppa delle Fiere
| Francoforte sul Meno 2 settembre 1964 Trentaduesimi di finale - Andata | Eintracht Francoforte | 3 – 0 referto | Kilmarnock |  |

| Kilmarnock 22 settembre 1964 Trentaduesimi di finale - Ritorno | Kilmarnock | 5 – 1 referto | Eintracht Francoforte |  |

| Kilmarnock 11 novembre 1964 Sedicesimi di finale - Andata | Kilmarnock | 0 – 2 referto | Everton |  |

| Liverpool 23 novembre 1964 Sedicesimi di finale - Ritorno | Everton | 4 – 1 referto | Kilmarnock | Goodison Park |

## Statistiche

### Statistiche dei giocatori
| Giocatore    | Division One | Division One | Scottish Cup | Scottish Cup | League Cup | League Cup | Coppa delle Fiere | Coppa delle Fiere | Totale   | Totale |
| Giocatore    | Presenze     | Reti         | Presenze     | Reti         | Presenze   | Reti       | Presenze          | Reti              | Presenze | Reti   |
| ------------ | ------------ | ------------ | ------------ | ------------ | ---------- | ---------- | ----------------- | ----------------- | -------- | ------ |
| F. Beattie   | 31           | 1            | 4            | 0            | 6          | 0          | 3                 | 0                 | 44       | 1      |
| B. Black     | 9            | 6            | 1            | 0            | 0          | 0          | 2                 | 0                 | 12       | 6      |
| H. Brown     | 1            | 0            | 1            | 0            | 2          | 0          | 4                 | 0                 | 8        | 0      |
| B. Dickson   | 2            | 0            | 2            | 0            | 0          | 0          | 0                 | 0                 | 4        | 0      |
| B. Ferguson  | 8            | -4           | 0            | 0            | 0          | 0          | 0                 | 0                 | 8        | -4     |
| C. Forsyth   | 26           | -29          | 4            | -3           | 6          | -5         | 4                 | -10               | 40       | -47    |
| R. Hamilton  | 13           | 9            | 0            | 0            | 2          | 0          | 3                 | 0                 | 18       | 9      |
| A. King      | 33           | 0            | 4            | 1            | 6          | 0          | 4                 | 0                 | 47       | 1      |
| F. Malone    | 2            | 0            | 0            | 0            | 0          | 0          | 0                 | 0                 | 2        | 0      |
| J. Mason     | 4            | 2            | 0            | 0            | 0          | 0          | 0                 | 0                 | 4        | 2      |
| J. McFadzean | 14           | 0            | 3            | 0            | 3          | 0          | 0                 | 0                 | 20       | 0      |
| J. McGrory   | 32           | 0            | 4            | 0            | 6          | 0          | 4                 | 0                 | 46       | 0      |
| B. McIlroy   | 29           | 9            | 3            | 0            | 3          | 0          | 4                 | 2                 | 39       | 11     |
| J. McInally  | 32           | 11           | 4            | 5            | 6          | 2          | 3                 | 1                 | 45       | 19     |
| T. McLean    | 19           | 3            | 3            | 2            | 0          | 0          | 1                 | 0                 | 23       | 5      |
| E. Murray    | 34           | 4            | 4            | 0            | 6          | 0          | 4                 | 0                 | 48       | 4      |
| P. O'Connor  | 1            | 0            | 0            | 0            | 6          | 0          | 1                 | 0                 | 8        | 0      |
| D. Sneddon   | 28           | 5            | 3            | 0            | 6          | 0          | 4                 | 0                 | 41       | 5      |
| M. Watson    | 29           | 1            | 2            | 0            | 6          | 1          | 3                 | 0                 | 40       | 2      |